# UFC 259
UFC 259: Blachowicz vs. Adesanya foi um evento de MMA produzido pelo Ultimate Fighting Championship no dia 6 de março de 2021, no UFC APEX, em Las Vegas, Nevada.

## Background
A luta entre os campeões Jan Błachowicz e Israel Adesanya foi a luta principal da noite, com o nigeriano tentando o 2º o título e se tornar o 5º campeão simultâneo.
Uma luta no peso pena feminino entre a campeã Amanda Nunes e Megan Anderson serviu como luta co-principal.
Uma luta pelo cinturão peso galo do UFC entre o campeão Petr Yan e Aljamain Sterling foi a primeira disputa de cinturão da noite.
O peso médio Carlos Ulberg estreou neste evento.

## Resultados
Nota 1 Pelo Cinturão Peso Meio-Pesado do UFC. 

Nota 2 Pelo Cinturão Peso Pena Feminino do UFC. 

Nota 3 Pelo Cinturão Peso Galo do UFC. 

## Bônus da Noite
Os lutadores receberam US$50.000 de bônus:
- Luta da Noite:  Kenny Nzechukwu vs.  Carlos Ulberg
- Performance da Noite:  Uros Medic e  Kai Kara-France